# شكرة
شگ‍رة أو شقرة أو شقراء منطقة عراقية، في هضبة الدبدبة في ناحية بصية في قضاء السلمان في محافظة المثنى بجنوب العراق، في شمال شرق مركز ناحية بصية، وبينهما 50 كيلومتراً، فيها قصر شكرة. وفيها آبار ماؤها حسو (قليل) عذب. ذكر مكي الجميل في كتابه (البدو والقبائل الرحالة في العراق) المنشور سنة 1956م مناطقَ آبار عشيرة الضفير وذكر أن الشكرة لفرقة الزوارع".

## تاريخها
قال قاسم صبار الفوادي وجمعة حسين السوداني في مقالهما (عروس الصحراء.. "بصية" السحر والجمال) "سكنت بادية بصية قبائل عربية كثيرة ممتهنة حرفة الرعي، فقد سكنتها قبائل بني تميم في منطقة "شقراء" والمعروفة باسم وادي الغضا او وادي بني تميم، وسكن بنو شيبان في مركزها ناحية "بصية" وابو غار.
ولم يلاحظ أي اثر شاخص لسكانها القدماء في الوقت الحاضر سوى الآبار المنحوتة في الحجر بوادي بني تميم وقبور الهلاليين، والتي حفرت بنظام هندسي متقن قل نظيره في البوادي العربية باسرها.
والملاحظ ان الناس في ناحية "بصية" مازالوا يسمون "شقراء" بوادي الغضا ومنطقة الرمل، التي قال عنها الشاعر مالك بن الريب التميمي:
الا ليت شعري هل ابيتن ليلة / بجنب الغضا أزجي القلاص النواجيا
فليت الغضا لم يقطع الركب عرضه / وليت الغضا ماشى الركاب لياليـــــا".

## الغضا
قال أحمد حمدان الجشعمي "بادية بصية وتحديداً منطقة الدبدبة تحوي أكثر من (350) نوعاً من النباتات النادرة التي قل نظيرها أو انعدم في أغلب الصحارى العربية، ناهيك عن الأعشاب الأخرى التي لم تندرج ضمن النباتات النادرة والتي تمثل الغطاء البيئي لعموم البادية في فترات الانبات، وان نبات الغضا أو ما يسمى بشجرة الغضا تعد من الأشجار النادرة التي اندثر وجودها في كل صحارى العالم تقريبا، وبقيت باديتنا تتمسك بالمساحات القليلة منها نتيجة القطع الجائر من بعض الأشخاص الذين يأتون من المحافظات القريبة لبيعه في أسواقها، اذ ان للنبات قيمة مادية كبيرة، لعطره الزكي وتدفئته العالية وتاريخه، اذ تغنى به الكثير من شعراء العرب قديما ويكفي أن مالك بن الريب التميمي صاحب المرثية ولد في وادي الغضا شرق مركز الناحية بـ(28) كم"، وقال واثق الواثق الحسناوي "تشتهر بادية المثنى باحتضانها لمختلف النباتات التي تستخدم لااغراض طبية كالصبر والحمض والشيح والسعدان وغيرها ..إضافة إلى نبات الغضا المشهور والمعروف برائحته الطيبة التي تشبه رائحة المسك واستخدمه كحطب لما يمتلكه من مقاومة ومطاولة في النار".